# Neckera biductulosa
Neckera biductulosa là một loài rêu trong họ Neckeraceae. Loài này được (P. Beauv.) Brid. mô tả khoa học đầu tiên năm 1812.